# Campionati europei di atletica leggera indoor 1980
Gli XI campionati europei di atletica leggera indoor si sono svolti a Sindelfingen, in Germania Ovest (oggi Germania), presso il Glaspalast Sindelfingen, dal 1° al 2 marzo 1980. Questa edizione del campionato è stata boicottata dalla Germania Est.

## Risultati

### Uomini
| Specialità | Oro                 | Prestazione | Argento           | Prestazione | Bronzo               | Prestazione |
| Corse piane |                     |             |                   |             |                      |             |
| 60 metri | Marian Woronin      | 6"62        | Christian Haas    | 6"62        | Aleksandr Aksinin    | 6"63        |
| 400 metri | Nikolay Chernetskiy | 46"29       | Karel Kolář       | 46"55       | Remigijus Valiulis   | 46"75       |
| 800 metri | Roger Milhau        | 1'50"2      | András Paróczai   | 1'50"3      | Herbert Wursthorn    | 1'50"4      |
| 1.500 metri | Thomas Wessinghage  | 3'37"6      | Ray Flynn         | 3'38"5      | Pierre Délèze        | 3'38"9      |
| 3.000 metri | Karl Fleschen       | 7'57"5      | Klaas Lok         | 7'57"9      | Hans-Jürgen Orthmann | 7:59.9      |
| Corse a ostacoli |                     |             |                   |             |                      |             |
| 60 metri ostacoli | Yuriy Chervanyov    | 7"54        | Romuald Giegiel   | 7"73        | Javier Moracho       | 7"75        |
| Salti |                     |             |                   |             |                      |             |
| Salto con l'asta | Konstantin Volkov   | 5,60 m      | Vladimir Polyakov | 5,60 m      | Patrick Abada        | 5,55 m      |
| Salto in alto | Dietmar Mögenburg   | 2,31 m      | Jacek Wszoła      | 2,29 m      | Adrian Proteasa      | 2,29 m      |
| Salto in lungo | Winfried Klepsch    | 7,98 m      | Nenad Stekić      | 7,91 m      | Stanisław Jaskułka   | 7,85 m      |
| Salto triplo | Béla Bakosi         | 16,86 m     | Jaak Uudmäe       | 16,51 m     | Gennadiy Kovtunov    | 16,45 m     |
| Lanci |                     |             |                   |             |                      |             |
| Getto del peso | Zlatan Saračević    | 20,43 m     | Jaromír Vlk       | 20,19 m     | Ivan Ivančić         | 19,48 m     |
| record mondiale; record mondiale stagionale; record europeo; record europeo stagionale; record dei campionati; record nazionale; record personale; record personale stagionale. |                     |             |                   |             |                      |             |

### Donne
| Specialità | Oro                | Prestazione | Argento               | Prestazione | Bronzo               | Prestazione |
| Corse piane |                    |             |                       |             |                      |             |
| 60 metri | Sofka Popova       | 7"11        | Linda Haglund         | 7"14        | Lyudmila Kondratyeva | 7"15        |
| 400 metri | Elke Decker        | 52"28       | Karoline Käfer        | 52"70       | Tatyana Goyshchik    | 52"71       |
| 800 metri | Jolanta Januchta   | 2'00"6      | Anne-Marie Van Nuffel | 2'00"9      | Liz Barnes           | 2'01"5      |
| 1.500 metri | Tamara Koba        | 4'12"5      | Anna Bukis            | 4'13"1      | Mary Purcell         | 4'14"2      |
| Corse a ostacoli |                    |             |                       |             |                      |             |
| 60 metri ostacoli | Zofia Bielczyk     | 7"77        | Grażyna Rabsztyn      | 7"89        | Natalya Lebedeva     | 8"04        |
| Salti |                    |             |                       |             |                      |             |
| Salto in alto | Sara Simeoni       | 1,95 m      | Andrea Mátay          | 1,93 m      | Urszula Kielan       | 1,93 m      |
| Salto in lungo | Anna Włodarczyk    | 6,74 m      | Anke Weigt            | 6,68 m      | Sabine Everts        | 6,54 m      |
| Lanci |                    |             |                       |             |                      |             |
| Getto del peso | Helena Fibingerová | 19,92 m     | Eva Wilms             | 19,66 m     | Beatrix Philipp      | 17,59 m     |
| record mondiale; record mondiale stagionale; record europeo; record europeo stagionale; record dei campionati; record nazionale; record personale; record personale stagionale. |                    |             |                       |             |                      |             |

## Medagliere
Legenda
     Paese ospitante
| Posizione | Paese            | Oro | Argento | Bronzo | Totale |
| --------- | ---------------- | --- | ------- | ------ | ------ |
| 1         | Germania Ovest   | 5   | 3       | 4      | 12     |
| 2         | Polonia          | 4   | 4       | 2      | 10     |
| 3         | Unione Sovietica | 4   | 2       | 6      | 12     |
| 4         | Cecoslovacchia   | 1   | 2       | 0      | 3      |
| 4         | Ungheria         | 1   | 2       | 0      | 3      |
| 6         | Jugoslavia       | 1   | 1       | 1      | 3      |
| 7         | Francia          | 1   | 0       | 1      | 2      |
| 8         | Bulgaria         | 1   | 0       | 0      | 1      |
| 8         | Italia           | 1   | 0       | 0      | 1      |
| 10        | Irlanda          | 0   | 1       | 1      | 2      |
| 11        | Austria          | 0   | 1       | 0      | 2      |
| 11        | Belgio           | 0   | 1       | 0      | 2      |
| 11        | Paesi Bassi      | 0   | 1       | 0      | 2      |
| 11        | Svezia           | 0   | 1       | 0      | 2      |
| 15        | Romania          | 0   | 0       | 1      | 1      |
| 15        | Spagna           | 0   | 0       | 1      | 1      |
| 15        | Svizzera         | 0   | 0       | 1      | 1      |
| 15        | Regno Unito      | 0   | 0       | 1      | 1      |
| Totale    | Totale           | 19  | 19      | 19     | 57     |